# 5ª etapa del Giro de Italia 2017
La 5ª etapa del Giro de Italia 2017 tuvo lugar el 10 de mayo de 2017 entre Pedara y Messina sobre un recorrido de 159 km.

## Clasificación de la etapa
| \| Clasificación de la etapa \| Clasificación de la etapa \| Clasificación de la etapa \| Clasificación de la etapa \| Clasificación de la etapa \| \| Ciclista \| Ciclista \| Equipo \| Tiempo \| \| \| ------------------------- \| ------------------------- \| ----------------------------- \| ------------------------- \| ------------------------- \| \| 1.º \| Fernando Gaviria \| Quick-Step Floors \| 3 h 40 min 11 s \| \| \| 2.º \| Jakub Mareczko \| Wilier Triestina-Selle Italia \| + 0 s \| \| \| 3.º \| Sam Bennett \| Bora-Hansgrohe \| + 0 s \| \| \| 4.º \| André Greipel \| Lotto-Soudal \| + 0 s \| \| \| 5.º \| Phil Bauhaus \| Team Sunweb \| + 0 s \| \| \| 6.º \| Kristian Sbaragli \| Dimension Data \| + 0 s \| \| \| 7.º \| Ryan Gibbons \| Dimension Data \| + 0 s \| \| \| 8.º \| Roberto Ferrari \| UAE Team Emirates \| + 0 s \| \| \| 9.º \| Jasper Stuyven \| Trek-Segafredo \| + 0 s \| \| \| 10.º \| Enrico Battaglin \| LottoNL-Jumbo \| + 0 s \| \| |                   |                               |                 |
| |                   |                               |                 |
| Fuente: ProCyclingStats |                   |                               |                 |
| Clasificación de la etapa |                   |                               |                 |
| Ciclista | Ciclista          | Equipo                        | Tiempo          |
| 1.º | Fernando Gaviria  | Quick-Step Floors             | 3 h 40 min 11 s |
| 2.º | Jakub Mareczko    | Wilier Triestina-Selle Italia | + 0 s           |
| 3.º | Sam Bennett       | Bora-Hansgrohe                | + 0 s           |
| 4.º | André Greipel     | Lotto-Soudal                  | + 0 s           |
| 5.º | Phil Bauhaus      | Team Sunweb                   | + 0 s           |
| 6.º | Kristian Sbaragli | Dimension Data                | + 0 s           |
| 7.º | Ryan Gibbons      | Dimension Data                | + 0 s           |
| 8.º | Roberto Ferrari   | UAE Team Emirates             | + 0 s           |
| 9.º | Jasper Stuyven    | Trek-Segafredo                | + 0 s           |
| 10.º | Enrico Battaglin  | LottoNL-Jumbo                 | + 0 s           |

## Clasificaciones al final de la etapa

### Clasificación general
| \| Clasificación general \| Clasificación general \| Clasificación general \| Clasificación general \| Clasificación general \| \| Ciclista \| Ciclista \| Equipo \| Tiempo \| \| \| --------------------- \| --------------------- \| --------------------- \| --------------------- \| --------------------- \| \| 1.º \| Bob Jungels \| Quick-Step Floors \| 23 h 22 min 07 s \| \| \| 2.º \| Geraint Thomas \| Team Sky \| + 6 s \| \| \| 3.º \| Adam Yates \| Orica-Scott \| + 10 s \| \| \| 4.º \| Domenico Pozzovivo \| AG2R La Mondiale \| + 10 s \| \| \| 5.º \| Vincenzo Nibali \| Bahrain-Merida \| + 10 s \| \| \| 6.º \| Tom Dumoulin \| Team Sunweb \| + 10 s \| \| \| 7.º \| Nairo Quintana \| Movistar Team \| + 10 s \| \| \| 8.º \| Bauke Mollema \| Trek-Segafredo \| + 10 s \| \| \| 9.º \| Tejay van Garderen \| BMC Racing Team \| + 10 s \| \| \| 10.º \| Andrey Amador \| Movistar Team \| + 10 s \| \| |                    |                   |                  |
| |                    |                   |                  |
| Fuente: ProCyclingStats |                    |                   |                  |
| Clasificación general |                    |                   |                  |
| Ciclista | Ciclista           | Equipo            | Tiempo           |
| 1.º | Bob Jungels        | Quick-Step Floors | 23 h 22 min 07 s |
| 2.º | Geraint Thomas     | Team Sky          | + 6 s            |
| 3.º | Adam Yates         | Orica-Scott       | + 10 s           |
| 4.º | Domenico Pozzovivo | AG2R La Mondiale  | + 10 s           |
| 5.º | Vincenzo Nibali    | Bahrain-Merida    | + 10 s           |
| 6.º | Tom Dumoulin       | Team Sunweb       | + 10 s           |
| 7.º | Nairo Quintana     | Movistar Team     | + 10 s           |
| 8.º | Bauke Mollema      | Trek-Segafredo    | + 10 s           |
| 9.º | Tejay van Garderen | BMC Racing Team   | + 10 s           |
| 10.º | Andrey Amador      | Movistar Team     | + 10 s           |

### Clasificación por puntos
| Clasificación por puntos | Clasificación por puntos | Clasificación por puntos      | Clasificación por puntos | Clasificación por puntos |
| Ciclista                 | Ciclista                 | Equipo                        | Puntos                   |                          |
| ------------------------ | ------------------------ | ----------------------------- | ------------------------ | ------------------------ |
| 1.º                      | Fernando Gaviria         | Quick-Step Floors             | 138 pts                  |                          |
| 2.º                      | André Greipel            | Lotto-Soudal                  | 99 pts                   |                          |
| 3.º                      | Kristian Sbaragli        | Dimension Data                | 76 pts                   |                          |
| 4.º                      | Daniel Teklehaimanot     | Dimension Data                | 74 pts                   |                          |
| 5.º                      | Jasper Stuyven           | Trek-Segafredo                | 62 pts                   |                          |
| 6.º                      | Eugert Zhupa             | Wilier Triestina-Selle Italia | 60 pts                   |                          |
| 7.º                      | Lukas Pöstlberger        | Bora-Hansgrohe                | 51 pts                   |                          |
| 8.º                      | Caleb Ewan               | Orica-Scott                   | 50 pts                   |                          |
| 9.º                      | Roberto Ferrari          | UAE Team Emirates             | 46 pts                   |                          |
| 10.º                     | Giacomo Nizzolo          | Trek-Segafredo                | 43 pts                   |                          |

### Clasificaciones por equipos

#### Clasificación por tiempo
| Clasificación por equipos | Clasificación por equipos | Clasificación por equipos | Clasificación por equipos |
| Equipo                    | Equipo                    | Tiempo                    |                           |
| ------------------------- | ------------------------- | ------------------------- | ------------------------- |
| 1.º                       | Cannondale-Drapac         | 70 h 06 min 51 s          |                           |
| 2.º                       | UAE Team Emirates         | + 7 s                     |                           |
| 3.º                       | Movistar Team             | + 36 s                    |                           |
| 4.º                       | Astana                    | + 3 min 03 s              |                           |
| 5.º                       | Bahrain-Merida            | + 3 min 20 s              |                           |
| 6.º                       | AG2R La Mondiale          | + 5 min 07 s              |                           |
| 7.º                       | Team Sunweb               | + 7 min 20 s              |                           |
| 8.º                       | Sky                       | + 7 min 20 s              |                           |
| 9.º                       | FDJ                       | + 8 min 46 s              |                           |
| 10.º                      | Trek-Segafredo            | + 9 min 59 s              |                           |

#### Clasificación por puntos
| Clasificación por equipos | Clasificación por equipos     | Clasificación por equipos | Clasificación por equipos |
| Equipo                    | Equipo                        | Puntos                    |                           |
| ------------------------- | ----------------------------- | ------------------------- | ------------------------- |
| 1.º                       | Quick-Step Floors             | 168 pts                   |                           |
| 2.º                       | UAE Team Emirates             | 135 pts                   |                           |
| 3.º                       | Dimension Data                | 133 pts                   |                           |
| 4.º                       | Bora-Hansgrohe                | 127 pts                   |                           |
| 5.º                       | Trek-Segafredo                | 102 pts                   |                           |
| 6.º                       | Lotto-Soudal                  | 99 pts                    |                           |
| 7.º                       | Wilier Triestina-Selle Italia | 67 pts                    |                           |
| 8.º                       | Orica-Scott                   | 61 pts                    |                           |
| 9.º                       | Gazprom-RusVelo               | 49 pts                    |                           |
| 10.º                      | Katusha-Alpecin               | 46 pts                    |                           |